# Грб Новосибирске области
Грб Новосибирске области је званични симбол једног од субјеката Руске федерације са статусом области — Новосибирске области. Грб је званично усвојен 29. маја 2003. године.

## Опис грба
Грб Новосибирске области је хералдички штит француског облика у сребрном (бијелом) пољу са азурно плавом вертикалном гредом и два црна самура са црвеним језицима, окренути један према другом, који држе у шапама златни каравај (свадбени хљеб у Русији). 
На дну штита је уска црна хоризонтална греда (појас) који се креће преко вертикалне у азурно плавој боји.